# Agrostis borealis
Agrostis borealis é uma espécie de gramínea do gênero Agrostis, pertencente à família Poaceae.